# Rameno Moravy
Rameno Moravy je přírodní památka v katastrálním území Miňůvky, součásti města Kroměříž. Důvodem ochrany je slepé rameno Moravy se zbytky vodních a mokřadních společenstev. Je jedinou přirozenou lokalitou stulíku žlutého (Nuphar luteus) na Kroměřížsku. V lokalitě přírodní památky se nachází pamětní deska Ladislava Zlatušky. Kolem památky prochází modrá turistická trasa, která ve směru od kroměřížského nádraží vede po břehu Moravy kolem vodní elektrárny Strž a přes Miňůvský most pokračuje do Chropyně.